# Бегрол ан Мож
Бегрол ан Мож (фр. Bégrolles-en-Mauges) насеље је и општина у западној Француској у региону Лоара, у департману Мен и Лоара која припада префектури Шоле.
По подацима из 2011. године у општини је живело 1926 становника, а густина насељености је износила 131,11 становника/km². Општина се простире на површини од 14,69 km². Налази се на средњој надморској висини од 118 метара (максималној 117 m, а минималној 74 m).

## Демографија
| 1962. | 1968. | 1975. | 1982. | 1990. | 1999. | 2011. |
| ----- | ----- | ----- | ----- | ----- | ----- | ----- |
| 1.104 | 1.146 | 1.254 | 1.435 | 1.520 | 1.531 | 1.926 |

График промене броја становника у току последњих година